# 約翰遜縣 (印第安納州)
約翰遜縣（英語：Johnson County）是美國印地安納州中部的一個縣。面積833平方公里。根據美國2000年人口普查，共有人口115,209人，2005年人口128,436人。縣治富蘭克林（Wrightsville）。
成立於1823年5月5日。縣名以印地安納州最高法院法官John Johnson命名。